# Prémio Acfas Urgel-Archambault
O Acfas Urgel-Archambault é um galardão criado em 1953 pela Association francophone pour le savoir (Acfas) sediada em Quebec.
É um prémio anual criado para homenagear Urgel-Eugène Archambault (1834-1904) e distingue os melhores investigadores no domínio da física, matemática, informática ou engenharia.

## Laureados
- 1953 — Ernest Cormier[1]
- 1954 — Armand Frappier[2]
- 1955 — Adrien Pouliot[2]
- 1957 — Gustave Prévost[2]
- 1958 — Alphonse Ouimet[2]
- 1959 — Georges-Henri Lévesque[2]
- 1960 — Arthur Surveyer[2]
- 1961 — Fernand Seguin[2]
- 1963 — Alphonse-Olivier Dufresne[2]
- 1964 — Pierre-R. Gendron[2]
- 1965 — Jacques Genest[2]
- 1966 — William-H. Gauvin[3][2]
- 1967 — Jean-Paul Gignac[2]
- 1968 — Jean-Louis Boivin[2]
- 1969 — Paul David[2]
- 1970 — Lionel Boulet[2]
- 1971 — Jacques Beaulieu[2]
- 1972 — Claude Fortier[2]
- 1973 — Albert Cholette[2]
- 1974 — Jean-Jacques Archambault[2] e Lionel Cahill[2]
- 1975 — Hans Selye[2]
- 1976 — Roger Boucher[2]
- 1977 — Roger A. Blais[2]
- 1978 — Michel Chrétien[2]
- 1979 — Joseph Hode Keyser[2]
- 1980 — Henri P. Schreiber[2]
- 1981 — Robert H. Marchessault[2]
- 1982 — André Joyal[2]
- 1983 — Aldée Cabana[2]
- 1984 — Ashok K. Vijh[2]
- 1985 — Jacques E. Desnoyers[2]
- 1986 — Joshua Rokach
- 1987 — Stephen Hanessian
- 1988 — Gregor V. Bochmann
- 1989 — Gilles Fontaine
- 1990 — Francis Clarke
- 1991 — Guy Perreault
- 1992 — Gilles Brassard
- 1993 — Raymond Bartnikas
- 1994 — Serge Kaliaguine
- 1995 — Michel C. Delfour
- 1996 — Howard Alper
- 1997 — Robert E. Prud'homme
- 1998 — Louis Taillefer
- 1999 — Ke Wu
- 2000 — Pierre J. Carreau
- 2001 — John Jonas
- 2002 — Pierre L'Écuyer
- 2003 — André-Marie Tremblay
- 2004 — Adi Eisenberg
- 2005 — André Bandrauk
- 2006 — André B. Charette
- 2007 — Victoria Kaspi
- 2008 — James Wuest[4]
- 2009 — Yoshua Bengio[4]
- 2010 — François Major[4]
- 2011 — Mario Leclerc[4]
- 2012 — Masoud Farzaneh[4]
- 2013 — Christophe Caloz[4]
- 2014 — Alexandre Blais[4]
- 2015 — Françoise Winnik[4]
- 2016 — Gilbert Laporte[4]